# Cololejeunea antillana
Cololejeunea antillana là một loài Rêu trong họ Lejeuneaceae. Loài này được Pócs mô tả khoa học đầu tiên năm 2009.